# Vickers Medium Mark II
Vickers Medium Mark II je bil britanski tank.

## Zgodovina
Vickers Medium Mark II je bil narejen po tanku Vickers Medium Mark I. Z njim so nameravali zamenjati še zadnje tanke Medium Mark C, ki so bili v uporabi. Tanke so izdelovali od leta 1925 pa do 1934. V uporabi se je ohranil vse do leta 1939. Takrat ga je zamenjal tank Cruiser Mk I. Po letu 1939 so tanke poslali v Egipt.